# Driver (economia)
Il driver è un concetto economico legato a diverse tipologie di analisi, in particolare all'Activity Based Costing (in cui prende la denominazione di cost driver).
il termine si può tradurre come determinante di costo, da intendersi come causa dei costi di un'attività ossia il singolo o più fattori legati ad un'attività che ne determinano la variazione o il comportamento dei costi.
Il driver è utile per individuare il migliore criterio di ripartizione dei costi. La differenza di unità di misura del fabbisogno del cost driver è legata alla necessità di disporre di un criterio attendibile di attribuzione dei costi delle attività ai prodotti. In tal modo si può definire il cost driver immediato, cioè quello legato ad una manifestazione di una certa attività legata ad un certo prodotto. Il cost driver ultimo invece comprende i costi indiretti e può essere utilizzato per migliorare l'efficienza della gestione.

## Esempi di driver
Ad esempio nei servizi è spesso utile individuare una percentuale del ricavo per ripartire i costi indiretti, mentre nei beni di consumo ci si potrebbe riferire al numero di prodotti.
Fra i driver più noti ci sono quelli legati al volume di produzione, all'utilizzazione delle risorse umane (misurate in giornate/uomo od ore/uomo lavorate) e all'utilizzazione di altre risorse quali energia, materiali o attrezzature.

### Esempio pratico
Per capire vediamo due esempi di azienda:
| Tipo azienda                   | Ricavi              | Costi                         | DRIVER                                               |
| 1.Az. di beni di largo consumo | Li fissa il mercato | Dipendono dall'organizzazione | Sono i COSTI, dato che vince chi li controlla meglio |
| 2.Az. di Servizi               | Li fa l'Azienda     | Sono pressoché fissi          | Sono i RICAVI                                        |

Nell'azienda di tipo 2 è forse utile tener conto più che dei centri di costo, dei centri di ricavo. il ricavo normalmente non è una leva per aumentare l'utile, principalmente perché è difficile aumentare i prezzi, meglio sarebbe se possibile, diminuire i costi od aumentare il venduto: solo nel caso di aziende di servizi che possono vendere attività molto cercate, il ricavo può essere considerato come il driver.